# James Caviezel
James „Jim” Patrick Caviezel (ur. 26 września 1968 w Mount Vernon) – amerykański aktor filmowy i telewizyjny.

## Życiorys

### Wczesne lata
Urodził się w Mount Vernon w stanie Waszyngton. Dorastał w Conway w stanie Waszyngton. Wychowywał się w rodzinie katolickiej pół-Słowaka, pół-Szwajcara kręgarza Jamesa Caviezela, gwiazdy uniwersyteckiej drużyny na UCLA, którego trenerem był John Wooden, i amerykańskiej Irlandki Maggie Caviezel, która była aktorką teatralną. Już jako dziecko miał zdolności mimiczne, potrafił znakomicie naśladować sławy ekranu i estrady, w tym hollywoodzkiego gwiazdora Montgomery’ego Clifta.
Kiedy uczył się w katolickiej podstawówce, występował w szkolnych przedstawieniach, szczególnie spodobał się w roli Szymona w wigilijnym spektaklu. Później planował zostać koszykarzem. Marzył o grze w NBA. Razem z trójką sióstr – Anne, Amy, Erin – i bratem Timothym trenował koszykówkę od dziecka. Grał w szkolnych drużynach szkoły katolickiej John F. Kennedy Memorial High School w Burien, w stanie Waszyngton, O’Dea High School w Seattle (1986), Bellevue Community College i na University of Washington. Marzenia przekreśliła kontuzja stopy. Nabawił się jej podczas intensywnych treningów. Dopiero kiedy porzucił koszykówkę, pomyślał o aktorstwie.

### Kariera
W 1990 roku wyjechał do Los Angeles i przekonał asystentów Gusa Van Santa, że jest świeżo upieczonym emigrantem z Włoch i w dramacie Moje własne Idaho (My Own Private Idaho, 1991) dostał dziesięciosekundowy epizod przedstawiciela włoskich linii lotniczych, a do wygłoszenia miał zaledwie dwie linijki tekstu: Czy ma pan jakiś bagaż? i Życzę miłego lotu. Potem jednak bezskutecznie zabiegał o jakąkolwiek rolę. Po dwóch miesiącach miał dosyć. Zaczął dorabiać jako kelner na hollywoodzkich przyjęciach. Po trzech miesiącach dostał wreszcie wyczekany angaż w dramacie sportowym Pojedynek oszustów (Diggstown, 1992) jako rasista, który naprzykrza się czarnoskóremu bokserowi. Pojawił się też w jednym z odcinków serialu ABC Cudowne lata (The Wonder Years, 1992) jako gwiazdor koszykówki Bobby Riddle. W 1993 roku bez trudu dostał stypendium od prestiżowej nowojorskiej Juilliard School, ale z nauki zrezygnował na rzecz udziału w biograficznym epickim westernie Wyatt Earp (1994), gdzie u boku Kevina Costnera zagrał najmłodszego z braci Earpów. Wtedy właśnie zaczęły się jego problemy z koncentracją uwagi przy czytaniu i zapamiętywaniem tekstu. Lekarze rozpoznali u niego dysleksję, wynik kontuzji odniesionej jeszcze w szkole – podczas jednego z meczów Caviezel został silnie uderzony piłką w głowę i na 45 minut stracił przytomność. Dysleksja była przeszkodą w jego karierze aktorskiej, jednak w przygotowaniach do kolejnych filmów zaczęła pomagać mu żona Kerri (od roku 1997), nauczycielka języka angielskiego, niegdyś gwiazda koszykówki, którą Caviezel poznał w 1993 roku na randce w ciemno, zaaranżowanej przez jego siostry.
Zagrał epizod wojskowego pilota F-18 (tego, który mówi: Jesteśmy 500 stóp od celu) w sensacyjnym thrillerze przygodowym Twierdza (The Rock, 1996). Po udziale w komedii sportowej Małpa na boisku (Ed, 1996) z Jackiem Wardenem i Billem Cobbsem i dramacie sensacyjnym G.I. Jane (1997) w roli szeregowego ‘Slov’ Slovnika z Demi Moore, zagrał w końcu swoją przełomową rolę szeregowego Witta w sensacyjnym dramacie wojennym Cienka czerwona linia (The Thin Red Line, 1998). Zasłynął z tego, że zdecydowanie odmawia udziału we wszystkich reklamach i grania scen erotycznych. Na planie melodramatu Oczy anioła (Angel Eyes, 2001) poprosił, aby Jennifer Lopez zakryła piersi i tego samego wymagał od Ashley Judd w thrillerze Bez przedawnienia (High Crimes, 2002).
Wcielił się w postać idealisty Edmunda Dantesa, marynarza nieświadomie zawikłanego w spisek polityczny, który został przez jego wrogów wykorzystany dla osiągnięcia prywatnych korzyści w ekranizacji słynnej powieści Aleksandra Dumasa Hrabia Monte Christo (The Count of Monte Cristo, 2002). Jednak dopiero kreacja Jezusa Chrystusa w filmie Mela Gibsona Pasja (The Passion of the Christ, 2004) sprawiła, że znalazł się w oku kinematograficznego cyklonu. Podczas kręcenia Pasji poraził go piorun. Za tę rolę odebrał nagrodę Grace – MovieGuide w Los Angeles jako najlepszy inspirujący aktor kinowy oraz był nominowany do nagrody MTV. Występ w filmie Gibsona stał się początkiem kolejnych problemów ze znalezieniem angażu, jak sam aktor przyznał w jednym z wywiadów. Środowisko Ligi Przeciwko Zniesławieniu poprzez wskazywanie na antysemityzm jako motyw powstania filmu Pasja sprawiło, iż przed Caviezelem zaczęły zamykać się drzwi Hollywoodu.
W amerykańskiej produkcji J.J. Abramsa i Jonathana Nolana Impersonalni (Person of Interest) wystąpił w roli Johna Reese’a u boku Michaela Emersona.
20 lipca 1996 roku ożenił się z Kerri Browitt, z którą ma trójkę dzieci: dwóch synów – Bo (ur. 12 grudnia 1999) i Davida (ur. w marcu 2010) oraz córkę Lyn Elizabeth (ur. 25 września 2001).

## Filmografia

### Filmy
- 1991: Moje własne Idaho (My Own Private Idaho) jako pracownik linii lotniczych
- 1992: Pojedynek oszustów (Diggstown) jako Billy Hargrove
- 1994: Wyatt Earp jako Warren Earp
- 1994: Drużyna asów (Blue Chips) jako Koszykarz
- 1995: Dzieci prerii (Children of the Dust) jako Dexter
- 1996: Twierdza (The Rock) jako pilot F-18
- 1996: Małpa na boisku (Ed) jako Dizzy Anderson
- 1997: G.I. Jane jako Slovnik
- 1998: Cienka czerwona linia (The Thin Red Line) jako szeregowy Witt
- 1999: Przejażdżka z diabłem (Ride with the Devil (I)) jako Black John
- 2000: Podaj dalej (Pay It Forward) jako Jerry
- 2000: Częstotliwość (Frequency) jako John Sullivan
- 2001: Oczy anioła (Angel Eyes) jako Catch
- 2002: Bez przedawnienia (High Crimes) jako Tom Chapman
- 2002: Hrabia Monte Christo (The Count of Monte Cristo) jako Edmund Dantes
- 2002: Rosy-Fingered Dawn: a Film on Terrence Malick jako on sam
- 2003: Autostrada grozy (Highwaymen) jako Rennie
- 2003: Odnaleźć przeznaczenie (I Am David) jako Johannes
- 2004: Pasja (The Passion of the Christ) jako Jezus Chrystus
- 2004: Bobby Jones: Zamach geniusza (Bobby Jones: Stroke of Genius) jako Bobby Jones
- 2004: Wersja ostateczna (The Final Cut) jako Fletcher
- 2005: Madison jako Jim McCormick
- 2006: Nieznani (Unknown) jako Jean Jacket
- 2006: Deja Vu (Deja Vu) jako Carroll Oerstadt
- 2008: Outlander jako Kainan
- 2008: Długi weekend (Long Weekend) jako Peter
- 2008: Ukamienowanie Sorai M. (The Stoning of Soraya M.) jako Freidoune Sahebjam
- 2008: Tylko w Nowym Jorku (Only in New York) jako Derrick
- 2012: Tranzyt (Transit) jako Nate
- 2013: Plan ucieczki (Escape Plan) jako Willard Hobbes
- 2013: Savannah jako Ward Allen
- 2014: Gdy stawka jest wysoka (When the Game Stands Tall) jako Bob Ladouceur
- 2017: The Ballad of Lefty Brown jako Jimmy Bierce
- 2018: Paweł, apostoł Chrystusa (Paul, Apostle of Christ) jako Łukasz Ewangelista
- 2018: Miłość na przekór wszystkim (Running for Grace) jako Reyes
- 2019: Niewierny (Infidel) jako Doug Rawlins
- 2023: Sound of Freedom. Dźwięk wolności (Sound of Freedom) jako Tim Ballard

### Seriale TV
- 1992: Cudowne lata (The Wonder Years) jako Bobby Riddle
- 2009: Uwięziony (The Prisoner) jako Numer 6 / Michael
- 2011: Impersonalni (Person of Interest) jako John Reese